# Patto a tre (film 1991)
Patto a tre (Inner Sanctum) è un film statunitense del 1991 diretto da Fred Olen Ray. Il film ha avuto un sequel nel 1994 dal titolo Oscura vendetta (Inner Sanctum II) sempre diretto da Fred Olen Ray.

## Trama
Jennifer Reed, erede di un'enorme fortuna tenta il suicidio dopo aver scoperto che il marito Baxter la tradisce, ed è costretta sulla sedia a rotelle. Poche settimane dopo, Jennifer spia il marito tradendola sempre di più con un'infermiera Lynn Foster, che era stata responsabile dell'assistenza domiciliare di un paziente. A questo punto, Jennifer paga una polizza di assicurazione sulla vita da un milione di dollari per uccidere il marito.